# Jedwabno (gmina)
Jedwabno est une gmina rurale du powiat de Szczytno, Varmie-Mazurie, dans le nord de la Pologne. Son siège est le village de Jedwabno, qui se situe environ 18 km à l'ouest de Szczytno et 32 km au sud-est de la capitale régionale Olsztyn.
La gmina couvre une superficie de 311,51 km2 pour une population de 3 561 habitants.

## Géographie
La gmina inclut les villages de Brajniki, Burdąg, Czarny Piec, Dębowiec, Dłużek, Dzierzki, Kot, Lipniki, Małszewo, Narty, Nowe Borowe, Nowy Dwór, Nowy Las, Piduń, Rekownica, Szuć, Waplewo, Warchały, Witówko et Witowo.
La gmina borde les gminy de Janowo, Nidzica, Olsztynek, Pasym, Purda, Szczytno et Wielbark.